# John Dubois
John Dubois PSS, właśc. Jean DuBois (ur. 24 sierpnia 1764 w Paryżu we Francji, zm. 20 grudnia 1842 w Nowym Jorku) – amerykański duchowny katolicki pochodzenia francuskiego, biskup Nowego Jorku (1826–1842).

## Życiorys
Ukończył Collége Louis-le-Grand w rodzinnym mieście. Święcenia kapłańskie otrzymał 22 września 1787, a udzielił ich ówczesny arcybiskup Paryża Antoine-Eléonore-Léon Le Clerc de Juigné. Służył jako kapłan Zgromadzenia św. Sulpicjusza. Podczas Rewolucji francuskiej zbiegł z kraju. W 1791 roku osiadł w USA i pracował w archidiecezji Baltimore. W 1808 roku założył Mount Saint Mary's College i Seminarium w Emmitsburgu.
23 maja 1826 otrzymał nominację na ordynariusza Nowego Jorku. Sakry udzielił mu arcybiskup baltimorski Ambrose Maréchal PSS. Jego diecezja obejmowała wówczas cały stan Nowy Jork, a także część New Jersey. Zamieszkiwało ją 150 tysięcy wiernych i 18 kapłanów. Brak seminarium duchownego i zbyt mała liczba duchownych sprawiła, iż biskup Dubois wyjechał do Europy, by tam szukać pomocy i rąk do pracy. Próba utworzenia uczelni kształcącej nowych księży nie powiodła się za jego pontyfikatu. W 1836 roku był szafarzem święceń kapłańskich przyszłego biskupa Filadelfii i świętego, Jana Neumanna. Z powodu zaawansowanego wieku i ciężkiej pracy, w 1837 roku, biskup Dubois otrzymał do pomocy koadiutora, którym został filadelfijski kapłan John Joseph Hughes. Od 1839 roku był on administratorem diecezji, z powodu zbyt słabego zdrowia ordynariusza. Biskup Dubois zmarł w wieku 78 lat i pochowany został w katedrze nowojorskiej. W chwili jego śmierci w diecezji było 40 kapłanów i 38 kościołów.